# Louise Bratt Tidmarsh
Eva Louise Bratt Tidmarsh, född Bratt 17 februari 1977 på Lidingö, är en svensk chefredaktör.
Louise Bratt efterträdde Ebba von Sydow som chefredaktör för Veckorevyn 2007, en post som hon innehade fram till 2011.  2012–2015 var hon chefredaktör på Vi Föräldrar. Innan dess har hon haft samma tjänst på livsstilstidningen Pause och innan det för magasinet Solo. 2015–2021 var hon chefredaktör på mama och Family Living. 
2010 nominerades hon till Tidskriftspriset i kategorin Årets journalist.